# Vorges-les-Pins
Vorges-les-Pins ist eine französische Gemeinde mit 571 Einwohnern (Stand: 1. Januar 2022) im Département Doubs in der Region Bourgogne-Franche-Comté. Sie gehört zum Arrondissement Besançon und ist Mitglied im Gemeindeverband Grand Besançon Métropole. Die Bewohner werden Vorgiens und Vorgiennes genannt.

## Geographie
Vorges-les-Pins liegt auf 322 m, etwa elf Kilometer südwestlich der Stadt Besançon (Luftlinie). Das ehemalige Straßenzeilendorf erstreckt sich nahe dem westlichen Rand des Juras, in einer Mulde auf dem Höhenzug zwischen den Tälern von Doubs im Norden und Loue im Süden.
Die Fläche des 4,76 km² großen Gemeindegebiets umfasst einen Abschnitt des westlichen französischen Juras. Der Hauptteil des Gebietes wird von der Mulde von Vorges-les-Pins eingenommen, die nach Norden zum Doubs entwässert. Flankiert wird diese Mulde von zwei langgezogenen Anhöhen. Im Nordwesten reicht das Gebiet bis ins Doubstal hinunter. Nach Südosten erstreckt sich das Gemeindeareal über den Kamm des Gros Bois bis an die Loue, die hier zwischen den äußersten Höhenzügen des Juras nach Südwesten fließt. Mit 480 m wird auf dem Höhenzug des Gros Bois die höchste Erhebung von Vorges-les-Pins erreicht.
Nachbargemeinden von Vorges-les-Pins sind Thoraise im Norden, Busy und Chenecey-Buillon im Osten, Chouzelot und Quingey im Süden sowie Boussières im Westen.

## Geschichte
Der Ortsname geht auf das gallische Wort worrike (Weide) zurück. Im Mittelalter gehörte Vorges zunächst zum Herrschaftsgebiet von Thoraise. Im Jahr 1384 kam es nach Streitigkeiten zwischen den Herren von Montferrand und Abbans-Dessus an Jean de Châlon. Zusammen mit der Franche-Comté gelangte das Dorf mit dem Frieden von Nimwegen 1678 an Frankreich. Um eine Verwechslung mit anderen gleichnamigen Gemeinden zu vermeiden, wurde Vorges im Jahr 1923 offiziell in Vorges-les-Pins umbenannt.

## Sehenswürdigkeiten
|  |  |

Die Dorfkirche St. Peter und Paul in Vorges-les-Pins wurde 1843 im Stil des Neoklassizismus erbaut.

## Bevölkerung
| Jahr                       | 1962 | 1968 | 1975 | 1982 | 1990 | 1999 | 2006 | 2018 |
| Einwohner                  | 163  | 161  | 148  | 256  | 370  | 435  | 493  | 606  |
| Quellen: Cassini und INSEE |      |      |      |      |      |      |      |      |

Mit 571 Einwohnern (Stand 1. Januar 2022) gehört Vorges-les-Pins zu den kleinen Gemeinden des Départements Doubs. Nachdem die Einwohnerzahl in der ersten Hälfte des 20. Jahrhunderts stets im Bereich zwischen 130 und 170 Personen gelegen hatte, wurde seit Mitte der 1970er Jahre ein markantes Bevölkerungswachstum verzeichnet. Seither hat sich die Einwohnerzahl mehr als verdreifacht.

## Wirtschaft und Infrastruktur
Vorges-les-Pins war bis weit ins 20. Jahrhundert hinein ein vorwiegend durch die Landwirtschaft (Ackerbau, Obstbau und Milchwirtschaft) geprägtes Dorf. Daneben gibt es heute einige Betriebe des lokalen Kleingewerbes. Mittlerweile hat sich das Dorf auch zu einer Wohngemeinde gewandelt. Viele Erwerbstätige sind Wegpendler, die in den größeren Ortschaften der Umgebung ihrer Arbeit nachgehen.
Die Ortschaft liegt abseits der größeren Durchgangsstraßen an einer Departementsstraße, die von Boussières nach Larnod führt.